# 울산 현대미포조선 돌고래
울산 현대미포조선 돌고래 FC(Ulsan Hyundai Mipo Dockyard Dolphin Football Club)는 대한민국 울산광역시에 있었던 축구 선수단이다. 현대미포조선이 운영했던 남자 세미프로 축구단이며, 1998년에 창단되었고 2016년에 해단되었다. 울산광역시를 연고지로 했던 대한민국의 실업축구단이였으며, 과거 내셔널리그에 참가했다. 2016년 시즌을 끝으로 해체 후 안산 그리너스 FC에 일부 인수되기로 결정되었다.

## 역사
1998년 7월 18일에 창단식을 거행하며 공식 출범하였으며 실업축구 아홉 번째 구단으로 참여하였다. 당시 한국 실업축구계는 위기의 나날이었다. IMF 구제금융으로 인해 1997년 연말부터 한일은행, 기업은행, 국민은행 등 금융팀의 연속적인 해체로 위축됐던 실업축구에 현대미포조선의 합류를 계기로 다시 한 번 활기를 불어넣을 것으로 기대를 안으며 창단하였다.
2003시즌부터 새로 출범하는 내셔널리그에 참여했다.
이후 2007년 내셔널리그 전기리그에서 김영후, 안성남 등을 앞세워 우승을 차지하고, 후기리그 우승 팀 수원시청과의 챔피언 결정전에서도 승리하여 K-리그 승격 자격을 얻었다. 하지만 우승 직후 돌연 승격을 유보하겠다는 입장을 보이면서 큰 파장을 일으켰다. 그러나 2007년 12월 12일 승격 포기를 선언하면서 축구팬들에게 많은 실망감을 안겨주고 말았다.
통산 두 번째 우승을 차지한 2008 시즌이 끝나고 최순호 감독이 강원 FC의 감독으로 부임하며 울산 현대미포조선을 떠났고, 그와 함께 김영후, 유현 등의 주축 선수들을 영입해갔다. 큰 전력의 이탈로 2009 시즌은 전 시즌과 같은 힘을 보여주지 못하며 7위로 리그를 마감했다. 전력 보강에 힘쓰던 울산 현대미포조선은 내셔널리그에 용병 제도가 공식적으로 도입뒨 후 2010년 2월 브라질 국적의 마르쿠스 비니시우스를 영입하여 내셔널리그의 외국인 선수 제도 도입 이후 첫 외국인 선수를 탄생시켰다. 이어 마르쿠스 비니시우스와 같은 팀이었던 공격수 알렉스까지 영입하며 2010 시즌을 준비하였다. 2011년과 2013년에 내셔널리그에서 우승하면서 명실상부 내셔널리그의 최강팀으로 등극했다.
2014년 들어 조민국 감독이 K리그 클래식 울산 현대에 부임하게 되고, 김창겸 감독이 새로 부임하였다. 또한 2012년 이후 처음으로 외국인 선수를 2명을 영입하였다. 하지만 히카르도는 부상으로 인해 전반기에 3경기에 출전하고 브라질에 돌아가게 되었고, 알리송이라는 새로운 외국인 선수를 영입하지만 데뷔전 데뷔골 이후, 딱히 활약이 없었다. 대신 대전 시티즌에서 임대 영입한 이동현의 맹활약에 힘입어 정규리그를 2위로 마치게 된다. 플레이오프에서는 강릉시청을 꺾고 올라온 경주 한수원과의 맞대결에서 1차전 1:1 무승부에 이어 2차전은 2:1로 승리를 거두고 결승에 진출하였다. 결승에서는 2012년 울산을 플레이오프에서 탈락하게 만들었던 대전 코레일을 만났고, 1차전 2:0 승리, 2차전 1:1 무승부를 거두며 통합스코어 3:1로 2년 연속 우승을 하게 된다.
2015년 내셔널리그는 초기 경주와 창원의 돌풍이 거셌다. 울산 현대미포조선은 예년에 비해 무승부를 많이 거두며 순위가 좋지 않았고, 상승세를 타던 중에는 목포와 창원에 내리 2연패를 하면서 주춤하기도 했다. 하지만 시즌 막바지 경주는 부진에 빠지면서 무승의 늪에 허덕였고, 창원 역시 미끄러지는 모습을 보였다. 울산은 창원과의 경기에서 5:2로 완승을 거두면서 리그 1위로 올라섰고, 리그 26라운드 마지막 강릉과의 경기에서 2:0 승리를 거두면서 2013년 이후 2년 만에 정규리그 우승을 차지하였다. 2015년 챔피언결정전에는 2년 전 챔피언 결정전의 상대였던 경주 한수원을 만나 1차전 1:0 승리, 2차전 1:0 승리를 거두며 통합 스코어 2:0으로 전무후무한 3년 연속 내셔널리그 챔피언에 오르는 위엄을 보여주었다.
2016년을 끝으로 모기업인 현대미포조선의 재정난을 이유로 선수단 해체 및 안산시가 새로 창단하는 시민구단에 흡수되는 것으로 결정되었다.
11월 12일 챔피언결정전서 강릉시청을 꺾고 마지막 내셔널리그 우승을 달성하였다.

## 감독 연혁
| 재임기간  | 이름   | 비고                       |
| --------- | ------ | -------------------------- |
| 1999-2006 | 조동현 | 초대 감독                  |
| 2006-2008 | 최순호 | 2005년 11월 23일 선임 발표 |
| 2009-2013 | 조민국 |                            |
| 2014-2016 | 김창겸 | 마지막 감독                |

## 우승 기록

### 국내 대회

#### 리그
- 내셔널리그

● 우승 (7): 2007, 2008, 2011, 2013, 2014, 2015, 2016

#### 컵
- 코리아컵

● 준우승 (1): 2005
- 내셔널 축구선수권대회

● 우승 (2): 2004, 2011
● 준우승 (3): 2006, 2010, 2015
- 전국축구선수권대회

● 우승 (1): 2000
- 대통령배 전국축구대회

● 우승 (2): 2005, 2008